# Seznam zápasů skotské fotbalové reprezentace na Mistrovství Evropy
Skotská fotbalová reprezentace byla celkem 4x na mistrovstvích Evropy ve fotbale a to v letech 1992, 1996, 2021, 2024.
- Aktualizace po ME 2024 - Počet utkání - 12 - Vítězství - 2x - Remízy - 2x - Prohry - 8x

| Číslo | Soupeř        | Výsledek | ME      | Fáze turnaje       | Góly Skotska                                          |
| ----- | ------------- | -------- | ------- | ------------------ | ----------------------------------------------------- |
| 1.    | Nizozemsko    | 0 – 1    | ME 1992 | základní skupina B | Ne                                                    |
| 2.    | Německo       | 0 – 2    | ME 1992 | základní skupina B | Ne                                                    |
| 3.    | Sovětský svaz | 3 – 0    | ME 1992 | základní skupina B | Paul McStay, Brian McClair, Gary McAllister (penalta) |
| 4.    | Nizozemsko    | 0 – 0    | ME 1996 | základní skupina A | Ne                                                    |
| 5.    | Anglie        | 0 – 2    | ME 1996 | základní skupina A | Ne                                                    |
| 6.    | Švýcarsko     | 1 – 0    | ME 1996 | základní skupina A | Ally McCoist                                          |
| 7.    | Česko         | 0 – 2    | ME 2021 | základní skupina D | Ne                                                    |
| 8.    | Anglie        | 0 – 0    | ME 2021 | základní skupina D | Ne                                                    |
| 9.    | Chorvatsko    | 1 – 3    | ME 2021 | základní skupina D | Callum McGregor                                       |
| 10.   | Německo       | 1 – 5    | ME 2024 | základní skupina A | Antonio Rüdiger (vlastní branka GER)                  |
| 11.   | Švýcarsko     | 1 – 1    | ME 2024 | základní skupina A | Scott McTominay                                       |
| 12.   | Maďarsko      | 0 – 1    | ME 2024 | základní skupina A | Ne                                                    |